# Анатолій Іванович Мельник
Анатолій Іванович Мельник (20 вересня 1950, с.Тихоновичі, Чернігівська область – 26 січня 2013, Чернігів) – український учений в галузі агрономії та агрохімії. Кандидат сільськогосподарських наук. З 2003 року – старший науковий співробітник зі спеціальності екологія. Заслужений працівник сільського господарства. Автор понад 170 наукових праць, більше 50 з яких –  у фахових наукових виданнях.

## Біографія
Народився в с.Тихоновичі Щорського району (зараз –  Сновська міська територіальна громада Корюківського району) на Чернігівщині. 
У 1971 р. закінчив Полтавський сільськогосподарський технікум, а згодом – Українську сільськогосподарську академію (УСГА) (зараз Національний університет біоресурсів і природокористування України) 
З 1971 року працював ґрунтознавцем, з 1980 р. – старшим ґрунтознавцем, з 1983 р. – завідувачем відділу, з 1990 р. –  заступником директора Чернігівської обласної проектно-розвідувальної станції хімізації сільського господарства. У 1992 р. очолив обласний радіоекологічний центр УААН (ОРЕЦ). З 1999 р. – директор Чернігівського обласного державного проектно-технологічного центру охорони родючості ґрунтів і якості продукції "Облдержродючість" (колишня обласна станція хімізації).
Помер 26 січня 2013 року у віці 62 роки.

## Наукова діяльність
Рання наукова діяльність Анатолія Івановича Мельника була присвячена дослідженню агрохімічних показників ґрунтів господарств Чернігівської області. Під його керівництвом проводилось програмування урожаїв, діагностика азотного живлення озимих зернових культур, контроль якості внесення агрохімікатів наземною технікою та авіацією.
Розширення і поглиблення наукових досліджень дозволило йому у 1996 р. захистити кандидатську дисертацію на тему: "Оптимізація рівня живлення сільськогосподарських культур та оцінка критеріїв забезпечення ґрунтів поживними речовинами" та здобути науковий ступінь кандидата сільськогосподарських наук, а згодом – звання старшого наукового співробітника зі спеціальності екологія. У 2007 році  Анатолію Івановичу було присвоєно почесне звання "Заслужений працівник сільського господарства України" (Указ Президента України від 20 серпня 2007 р. № 715). 

Після аварії на Чорнобильській АЕС спектр досліджень науковця розширився – додалися радіологічні обстеження забруднених територій Чернігівської області та пошук контрзаходів для блокування радіонуклідів ґрунту 

У робочому кабінеті. Мельник А.І. - директор Чернігівського Центру "Облдержродючість" з 1999 р. по 2013 р.

Ставши у 1992 році  завідувачем обласного радіоекологічного центру УААН (ОРЕЦ), а з 1999 року – директором Чернігівського обласного державного проектно-технологічного центру охорони родючості ґрунтів і якості продукції "Облдержродючість", А.І.Мельник вдало організовував його роботу – освіченість, природні здібності та людяність науковця викликали повагу у співробітників. 
Маючи аналітичний розум та хист до науки, він аналізував великі об'єми даних, які отримували співробітники Центру, проводячи польові обстеження та лабораторні дослідження під його керівництвом. Результати такої роботи лягли в основу опису радіаційної ситуації на сільськогосподарських угіддях Чернігівської області та методичних рекомендацій для організації заходів зі зниження радіоактивного забруднення рослинницької та тваринницької продукції, а також кормовиробництва в умовах радіоактивного забруднення. Зокрема запропоновані детальні агротехнічні та агрохімічні протирадіонуклідні заходи для ґрунтів Чернігівської області. 
Переймаючись питаннями якості ґрунтів А.І.Мельник вивчав та невпинно аналізував динаміку вмісту в ґрунтах Чернігівщини поживних елементів, радіонуклідів, важких металів, пестицидів. Ці дослідження стали основою для розробки методичних рекомендацій для покращення агрохімічного стану ґрунтів та отримання якісної сільськогосподарської продукції.
Один з улюблених висловів науковця належить німецькому вченому Лібіху:
|         | "Розбазарювання родючості ґрунтів зумовлює загибель нації, а підтримання цієї родючості - її життя і багатство" |
| — Лібіх | |

Спостерігаючи за стрімким зниженням родючості ґрунтів А.І.Мельник був прихильником обов'язкової паспортизації земель та сертифікації ґрунтів. За час його керівництва Центром було проведено масштабну роботу з паспортизації земель Чернігівської області:

| "Практично кожне поле має характеристику за 20-ма показниками, за допомогою яких проведено якісну оцінку ґрунту в балах. Ця оцінка визначає потенційну продуктивність поля і, звичайно, має визначати ціну землі. До того ж, закон "Про охорону земель" передбачає використання даних агрохімічної паспортизації зокрема і при проведенні грошової оцінки земель, і при визначенні плати за неї. Та, на жаль, дані агрохімічної паспортизації не включені до кадастру земель і їх використання не передбачене методикою оцінки. На мою думку, це пов'язано з поспішністю підготовки й проведення земельної реформи та вузьковідомчими інтересами колишнього Держкомзему". |
| — Мельник А.І. |

А.І.Мельник є співавтором патенту на корисну модель № 56745 "Спосіб розмежування земельних ділянок у точному землеробстві (автори Медведєв В.В., Пліско І.В., Мельник А.І., Зінчук М.І.)
Очолюючи Чернігівський обласний державний проектно-технологічний центр охорони родючості ґрунтів і якості продукції "Облдержродючість", Анатолій Іванович ініціював підбір та узагальнення матеріалу про історію та основні напрямки роботи цього Центру за 1964 – 2004 роки. Результатом став випуск ювілейної книги про 40-річну працю колективу фахівців, які весь цей час тримали в полі зору стан ґрунтів Чернігівщини, здійснюючи моніторинг агрохімічних та радіологічних показників.
Значну увагу А.І.Мельник приділяв науково-дослідній роботі колективу Чернігівського Центру "Облдержродючість" та міжнародному співробітництву. Був безпосереднім учасником українсько-канадського проєкту "Чорнобиль-ГІС" (1997 – 2000), міжнародного проєкту Інституту ядерної і радіаційної безпеки (Франція) "Вивчення переходу галогенів з ґрунту в рослини" (1999 – 2001), міжнародного проєкту "Перехід радіонуклідів з ґрунту в рослини" (в рамках франко-німецької ініціативи) (2000 – 2002), міжнародного українсько-нідерландського проєкту "Оцінка моніторингу ґрунтів в Україні відповідно до "Рамкової директиви про ґрунти" ЄС" (2008 – 2009), міжнародного українсько-нідерландського проєкту "Оцінка ризику забруднення підземних вод від покинутих сільськогосподарських складів (пестициди, добрива) - відповідно до вимог "Директиви по підземних водах 2006/118/ЄС" і майбутньої "Рамкової директиви по ґрунтах" (2011 –2012).

## Популяризація науки
Володіючи детальною інформацією про стан ґрунтів Чернігівщини і спостерігаючи за невпинним зменшенням їх родючості, Мельник А.І. намагався привернути увагу громадськості до цієї проблеми; популяризував результати роботи Чернігівського обласного державного проектно-технологічного центру охорони родючості ґрунтів і якості продукції "Облдержродючість" у ЗМІ, спонукаючи населення області до самомоніторингу якості як продуктів харчування, так і ґрунтів. 
У 2006 р. для всеукраїнської газети "Гарт", у 2007 р. для журналу Надзвичайна ситуація та у 2009 р. для всеукраїнського інформаційно-аналітичного видання Аграрний тиждень. Україна Анатолій Іванович дав інтерв'ю про наслідки Чорнобильської катастрофи для Чернігівської області, в яких поінформував про стан ґрунтів, сільськогосподарської та лісової (ягоди, гриби) продукції після аварії на ЧАЕС та через 20 років; невпинну працю колективу Центру в напрямі виявлення забруднених радіоактивними ізотопами ґрунтів, рослинної та тваринної продукції Чернігівщини та розробку контрзаходів для блокування радіонуклідів ґрунту; зменшення радіоактивного забруднення деяких продуктів харчування в домашніх умовах. 
Мельник А.І. відстоював обов'язковий радіологічний моніторинг "критичних територій" та продукції, систематичну інвентаризацію пасовищ приватного сектора населених зон ІІІ і ІV з визначенням їхнього радіаційного стану, радіологічні та агрохімічні обстеження ґрунту на присадибних ділянках ІІІ зони; розробку і створення кадастру радіаційно забруднених земель сільськогосподарського призначення. Він закликав владу звернути увагу на потерпіле від радіоактивного забруднення Полісся та прийняти загальнодержавну програму ведення сільськогосподарського виробництва на забруднених територіях.  
Також у одному зі своїх інтерв'ю Аграрний тиждень. Україна  Мельник А.І. констатував про невпинні процеси агрохімічної деградації ґрунтів Чернігівщини – катастрофічне зниження вмісту гумусу, підвищення кислотності, зменшення мінеральних елементів живлення. Зважаючи на це, наголосив на потребі обов'язкового державного контролю за якістю українських ґрунтів. Був ініціатором нової форми договору оренди землі, яка передбачала обов'язкову паспортизацію земельних ділянок орендарем кожні 5 років, за результатом якої при поліпшенні стану ґрунту землекористувач має право на економічне стимулювання державою, а при погіршенні стану ґрунту – повинен відшкодувати завдані збитки. 

## Окремі наукові праці
Байда, В.І.; Мельник, А.І. (1993). Зміна агрохімічних показників ґрунтів і потреба в добривах господарств Чернігівської області. Чернігів: Десна. 62 с.
Прістер, Б.С.; Лазарєв, М.М.; Романов, Л.М.; Надточій, П.П.; Байда, В.І.; Мельник, А.І. (1998). Радіаційна ситуація на сільськогосподарських угіддях Чернігівської області та заходи щодо зниження її негативної дії. За ред. П.П. Надточія. Київ: Аграрна наука. 77 с.
Надточій, П.П.; Малиновський, А.С.; Можар, А.О.; Лазарєв, М.М.; Кашпаров, В.О.; Мельник, А.І.  (2003). Досвід подолання наслідків Чорнобильської катастрофи. За ред. П.П. Надточія. Київ: Світ. 372 с.
Мельник А.І. (2004). Мінімізація наслідків Чорнобильської катастрофи в агропромисловому виробництві. В кн. Лигун, А.М.  Відлуння квітня 1986 року. С.131–153. ISBN 966-533-194-9.
Мельник, А.І.; Мукосій, М.П.; Приходько, А.М.; Проценко, О.І.; Полевиченко, В.Г.; Бондаренко, В.П.; Каценко, С.М.; Шишкіна, Л.М.; Глибовець, І.О.; Шабанова, І.І. (2004). 40 років на сторожі родючості ґрунтів Чернігівщини. За ред. А.І.Мельника. Київ. 144 с. ISBN 966-96286-3-6.
Мельник, А.І. (2004). Природні і економічні умови розвитку землеробства. Наукові основи агропромислового виробництва Чернігівської області. Чернігів: РВК "Деснянська правда". С. 11–31.
Мельник, А.І.; Мукосій, М.П.; Проценко, О.І.; Полевиченко, В.Г. (2004). Багаторічна динаміка агрохімічних показників ґрунтів за інтенсивного та екстенсивного їхнього використання. Охорона родючості ґрунтів. Вип. 1. Київ: Аграрна наука. С. 130–141.
Мельник, А.І. (2004). Вплив ґрунтово – агрохімічних факторів на міграцію радіонуклідів в умовах Чернігівщини. Науково-практична конференція Природничі науки на межі століть (до 70-річчя природничо-географічного факультету НДУ). Ніжин. С. 153–154.
Мельник, А.І.; Надточій, П.П. (2006). Рухомий фосфор в ґрунтах орних земель Чернігівщини. Охорона родючості ґрунтів. Вип. 2. С.160–167. 
Мельник, А.І. (2007). Екологічні наслідки Чорнобильської катастрофи для сільськогосподарського виробництва Чернігівщини. Охорона родючості ґрунтів. Вип. 3. С.175–183.
Мельник, А.І.; Усманова, Г.О. (2008). Забезпеченість мікроелементами ґрунтів Чернігівщини. Наукові праці. Серія «Екологія». Вип. 68. Т. 81. С. 67–69. http://erpub.chnpu.edu.ua:8080/jspui/handle/123456789/8073
Мельник, А.І.; Усманова, Г.О. (2008). Моніторинг вмісту важких металів у ґрунтах Чернігівської області. Агроекологічний журнал, червень, спеціальний випуск. С. 178–182.http://erpub.chnpu.edu.ua:8080/jspui/handle/123456789/8074
Дацько, Л.В.; Лапа, М.А.; Мельник, А.І та ін. (2008). Методичні рекомендації "Визначення науково обґрунтованої потреби у мінеральних добривах під запланований урожай сільськогосподарських культур. Київ. 40 с.
Мельник, А.І.; Мукосій, М.П.; Проценко, О.І.; Каценко, С.М. (2009). Рекомендації по раціональному використанню добрив в господарствах Чернігівської області. Чернігів. 33 с.
Мельник, А.І. (2009). Економічна оцінка втрат елементів живлення в землеробстві України. В зб. наук. праць Національного наукового центру "Інститут землеробства УААН". Спецвипуск. Київ: ВД"ЕКМО". С. 36–44.
Мельник, А.І., Кулик, Н.А.(2009). Визначення обсягів та темпів відновлення вмісту рухомих фосфатів у дерново-підзолистих ґрунтах та чорноземах. Агрохімія і ґрунтознавство.Вип. 72. С. 72–76.
Мельник, А.І.; Кулик, Н.А.; Шабанова, І.І. (2009). Запаси і мобільність калію в дерново-підзолистому ґрунті та чорноземі вилугуваному. Зб. наук. праць Національного наукового центру "Інститут землеробства УААН". Вип. 4. С. 46–55. http://base.dnsgb.com.ua/files/journal/ZNP-Institut-Zemlerobstva/2009_4/2009_4_46-55.pdf
Мельник, А.І.; Усманова, Г.О.; Корж, І.А. (2009). Скринінг ґрунту едафотопів складів пестицидів на території Чернігівської області. Агроекологічний журнал. №4. С. 35–39. http://erpub.chnpu.edu.ua:8080/jspui/handle/123456789/8077
Мельник, А.І.; Матухно, Ю.Д.; Мукосій, М.П.; Проценко, О.І. (2009). Ефективність застосування проферму під картоплю та моркву на темно-сірому опідзоленому ґрунті. Охорона родючості ґрунтів. Вип. 5. С. 69–74.
Пат. № 56745(19) ИА (61) МПК (2011.01) А 01 В 79/00, А01С 21/00, G 01C 11/00 Спосіб розмежування земельних ділянок у точному землеробстві / Медведєв В.В., Пліско І.В., Мельник А.І., Зінчук М.І.; заявник і патентовласник ННЦ "Інститут ґрунтознавства та агрохімії ім. О.Н.Соколовського. № u201008381; заявка 05.07.2010; опубл. 25.01.2011, бюл. №2.
Мельник, А.І.; Приходько,  А.М.; Хмарна, С.О.; Олійник, С.І. (2011). Результати радіоекологічного моніторингу ґрунтів і рослин у поставарійний період на лівобережному Поліссі. Охорона родючості ґрунтів. Вип. 7. С. 103–112.
Кислотність і вапнування ґрунтів Чернігівщини: науково-методичне видання. (2011). Міністерство аграрної політики та продовольства України, Державна установа Чернігівський обласний державний проектно-технологічний центр охорони родючості ґрунтів і якості продукції ; За ред. к.с.-г. н. А. І. Мельника. - Чернігів : Чернігівський обл. держ. проектно-технол. центр охор. род. ґрунтів і якості прод. - 76 с.   
Мельник, А.І.; Матухно, Ю.Д.; Проценко, О.І. (2011). Мінливість показників вмісту рухомого фосфору та обмінного калію в темно-сірому опідзоленому ґрунті впродовж безморозного періоду року. Агроекологічний журнал. С. 45–49. http://base.dnsgb.com.ua/files/book/gruntoznavstvo-pokazhchik.pdf
Чернігівський обласний державний проектно-технологічний центр охорони родючості ґрунтів і якості продукції «Облдержродючість»: Основні напрями і результати діяльності [відпов. за випуск А.І.Мельник]. (2012). Чернігів:«Облдержродючість». 30 с.
Мельник, А.І. (2012). Агрохімічний стан ґрунтів та застосування добрив у Чернігівській області: інформ.-аналіт. довідник. М-во аграр. політики і продовольства України, ДУ "Чернігів. обл. держ. проектно-технол. центр охорони родючості ґрунтів і якості продукції". Чернігів. 92 с.

## Родина
Дружина –  Олена Михайлівна Мельник
Син – Богдан Мельник, співробітник Інституту сільськогосподарської мікробіології та агропромислового виробництва НААН України